# Gustavo Comollo
Gustavo Comollo nome di battaglia "Pietro" (Torino, 27 gennaio 1904 – Torino, 2000) è stato un partigiano italiano.

## Biografia
Il padre Secondo era tornitore presso le officine ferroviarie, la madre Anna Ribero casalinga.
Operaio, comunista fin dalla fondazione del partito, fu molto attivo nella lotta contro gli squadristi fascisti. Nel 1928 fu arrestato. Fu condannato dal Tribunale speciale a quattro anni di reclusione e successivamente al confino.
Dopo l'8 settembre 1943, col nome di copertura di "Pietro", fu tra i primi organizzatori della Resistenza in Piemonte. 
Nel dopoguerra fu funzionario della Federazione comunista di Torino e dirigente dell'ANPI.

## Opere principali
- Il commissario Pietro, ANPI, Torino, 1979